# Risorgere per amare
Risorgere per amare (Les jeux sont faits) è un film del 1947 diretto da Jean Delannoy.
Il film è basato su una sceneggiatura omonima di Jean-Paul Sartre scritta nel 1943 ma pubblicata nel 1947.